# Gunnel Nilsson
Gunnel Marianne Nilsson, född 14 oktober 1933 i Malmö, död 13 november 2018, var en svensk sångerska och skådespelare. Hon var även verksam under namnet Gunnel Nilsson-Göransson.

## Biografi
Nilsson var engagerad vid Folkets Parks barnteater och deltog i tidningen Arbetets ungdomsrevy, där hon spelade mot Jan Malmsjö. Hon filmdebuterade 1944 i Ragnar Frisks Rännstensungar. Hon medverkade under 1960-talet i TV-programmet Bialitt och i 1962 års julkalender Tomtefamiljen i Storskogen. På senare år spelade hon receptionisten Ebba vid Ystadspolisen i filmerna om Kurt Wallander.
Gunnel Nilsson blev också känd genom sitt samarbete med Lennart Kjellgren, folklivs-, folkvise- och skillingtrycksexpert, sångare, kantor/artist och journalist. De medverkade bland annat under 1960-talet i det Malmöproducerade populära TV-programmet Bialitt med Lasse Holmqvist som programledare.
Hon "lockades tillbaka" till teatern i mitten av 1990-talet av regissören och teaterchefen Anders Aldgård och medverkade med stor framgång på Pildammsteatern och inte minst i Nöjesteaterns största succé My Fair Lady 1995–1996, där hon i 168 utsålda föreställningar gjorde Mrs Pearce mot Jan Malmsjö, Sofie Lindberg, Maj Lindström med flera. Hennes sista roll blev som Frälsningsarmégeneralen i Guys and Dolls mot bland andra Tommy Körberg, Jenny Silver, Claes Malmberg, Sofie Lindberg och Stig Grybe, i Anders Aldgårds regi.
Gunnel Nilsson är begravd på Limhamns kyrkogård i Malmö.

## Filmografi
- 1944 – Rännstensungar
- 1945 – Den glade skräddaren
- 1945 – Trav, hopp och kärlek
- 1964 – Tre dar på luffen
- 1974 – Larry Larssons flykt och förvandling eller Båtsmannens barn (TV-serie)
- 1994 – Mördare utan ansikte (TV-serie)
- 1995 – Hundarna i Riga
- 1996 – Den vita lejoninnan
- 2000 – Labyrinten (TV-serie)